# Saint-Vivien (Charente Marítim)
Saint-Vivien és un municipi francès situat al departament del Charente Marítim i a la regió de la Nova Aquitània. L'any 2007 tenia 874 habitants.

## Demografia

### Població
El 2007 la població de fet de Saint-Vivien era de 874 persones. Hi havia 334 famílies de les quals 60 eren unipersonals (20 homes vivint sols i 40 dones vivint soles), 135 parelles sense fills, 111 parelles amb fills i 28 famílies monoparentals amb fills.
La població ha evolucionat segons el següent gràfic:
Habitants censats

### Habitatges
El 2007 hi havia 361 habitatges, 332 eren l'habitatge principal de la família, 15 eren segones residències i 13 estaven desocupats. 339 eren cases i 19 eren apartaments. Dels 332 habitatges principals, 266 estaven ocupats pels seus propietaris, 60 estaven llogats i ocupats pels llogaters i 6 estaven cedits a títol gratuït; 12 tenien dues cambres, 44 en tenien tres, 113 en tenien quatre i 164 en tenien cinc o més. 254 habitatges disposaven pel capbaix d'una plaça de pàrquing. A 143 habitatges hi havia un automòbil i a 167 n'hi havia dos o més.

### Piràmide de població
La piràmide de població per edats i sexe el 2009 era:
| Homes | Edats   | Dones |
| ----- | ------- | ----- |
| 0     | 95 o +  | 0     |
| 0     | 90 a 94 | 0     |
| 4     | 85 a 89 | 8     |
| 0     | 80 a 84 | 0     |
| 8     | 75 a 79 | 8     |
| 32    | 70 a 74 | 24    |
| 8     | 65 a 69 | 24    |
| 24    | 60 a 64 | 24    |
| 28    | 55 a 59 | 40    |
| 20    | 50 a 54 | 8     |
| 28    | 45 a 49 | 32    |
| 44    | 40 a 44 | 36    |
| 40    | 35 a 39 | 52    |
| 32    | 30 a 34 | 32    |
| 12    | 25 a 29 | 24    |
| 12    | 20 a 24 | 16    |
| 36    | 15 a 19 | 36    |
| 24    | 10 a 14 | 32    |
| 24    | 5 a 9   | 36    |
| 12    | 0 a 4   | 20    |

## Economia
El 2007 la població en edat de treballar era de 550 persones, 405 eren actives i 145 eren inactives. De les 405 persones actives 356 estaven ocupades (185 homes i 171 dones) i 49 estaven aturades (19 homes i 30 dones). De les 145 persones inactives 59 estaven jubilades, 49 estaven estudiant i 37 estaven classificades com a «altres inactius».

### Ingressos
El 2009 a Saint-Vivien hi havia 402 unitats fiscals que integraven 998,5 persones, la mediana anual d'ingressos fiscals per persona era de 19.008 €.

### Activitats econòmiques
Dels 43 establiments que hi havia el 2007, 1 era d'una empresa extractiva, 1 d'una empresa alimentària, 3 d'empreses de fabricació d'altres productes industrials, 13 d'empreses de construcció, 9 d'empreses de comerç i reparació d'automòbils, 2 d'empreses de transport, 2 d'empreses d'hostatgeria i restauració, 1 d'una empresa financera, 3 d'empreses immobiliàries, 7 d'empreses de serveis i 1 d'una empresa classificada com a «altres activitats de serveis».
Dels 9 establiments de servei als particulars que hi havia el 2009, 2 eren tallers de reparació d'automòbils i de material agrícola, 1 paleta, 1 guixaire pintor, 2 fusteries i 3 lampisteries.
Dels 2 establiments comercials que hi havia el 2009, 1 era una fleca i 1 una botiga d'equipament de la llar.
L'any 2000 a Saint-Vivien hi havia 9 explotacions agrícoles.

## Equipaments sanitaris i escolars
El 2009 hi havia una escola elemental.

## Poblacions més properes
El següent diagrama mostra les poblacions més properes.